# Općina Saraj
Saraj (makedonski: Сарај, albanski: Saraji) je jedna od 10 općina koje tvore grad Skoplje, glavni grad Sjeverne Makedonije.
Saraj na turskom znači palača, a to je i ime sela iz kojeg se ova gradska općina razvila.

## Zemljopisne odlike
Općina Saraj graniči sa; Općinom Jegunovce na sjeverozapadu, Općinom Želino na jugoistoku, Općinom Sopište na jugu, Općinom Karpoš i Općinom Gorče Petrov  na istoku i Kosovom na sjeveru.

## Stanovništvo
Po posljednjem službenom popisu 2002 općina Saraj imala je 35 408 stanovnika. 
Nacionalni sastav:
- Albanci  = 32,408
- Makedonci = 1,377
- Bošnjaci = 1,120
- Ostali

## Vanjske poveznice
- Općine Sjeverne Makedonije